# Mauritânia nos Jogos Olímpicos de Verão de 1984
A Mauritânia competiu nos Jogos Olímpicos pela primeira vez nos Jogos Olímpicos de Verão de 1984 em Los Angeles, Estados Unidos. Foi representada por dois desportistas, que competiram na luta.